# 요크 공작 앤드루
요크 공작 앤드루(영어: Prince Andrew, Duke of York, 1960년 2월 19일 ~ )는 영국의 왕족으로, 엘리자베스 2세와 에든버러 공작 필립의 차남이다. 현재 영국 왕위 계승 순위 서열 8위이다. 요크 공작의 작위를 가지고 있으며 정식 칭호는 '요크 공작 전하'였으나 2022년 미성년자 성매매 논란으로 전하 경칭은 삭제되었다. 이름은 외조부 그리스와 덴마크의 왕자 안드레아스의 영어식 이름으로 따왔다.

## 자녀

요크 공작 앤드루의 문장

| 사진 | 이름                 | 생일                  | 사망 | 기타                                    |
| ---- | -------------------- | --------------------- | ---- | --------------------------------------- |
|      | 요크 공녀 베아트리스 | 1988년 8월 8일(36세)  | 생존 | 에도아르도 마펠리 모치와 결혼, 슬하 2녀 |
|      | 요크 공녀 유제니     | 1990년 3월 23일(35세) | 생존 | 잭 브룩스뱅크와 결혼, 슬하 2남          |